# Aliabad (Abdanan)
Aliabad (em persa: علي آباد, também romanizada como ‘Alīābād; também conhecida como Darreh Kāvolī) é uma aldeia do distrito rural de Abanar, no condado de Abdanan, da província de Ilam, Irã.
No censo de 2006, sua população era de 60 habitantes, em 14 famílias.